# شركة وسترن غالف أدفايزري
كانت وسترن غالف أدفايزري شركة إدارة أصول ومقرها في البحرين وسويسرا. تأسست من قبل رجل الأعمال الهندي إحسان علي سيد.
غادر إحسان علي سيد إنكلترا في 2004. وفي عام 2008 ادعى إحسان علي سيد بأن لديه 8 مليارات دولار أمريكي وشكل شركة وسترن غالف أدفايزري. رئيس مجلي الإدارة هو عمر خان.
في فبراير 2011 قامت شركة وسترن غالف أدفايزري بشراء نادي رسينغ سانتاندر لكرة القدم في إسبانيا. وصفت شركة وسترن غالف أدفايزري في بداية الأمر باعتبارها الشركة المناسبة لشراء نادي ويلينغتون فينيكس لكرة القدم الذي يقع مقره في نيوزيلندا بعدما عانى صاحب النادي تيري سيريبيسوس من متاعب مالية ولكن المفاوضات لم تنطلق بعدما جمدت أصول شركة وسترن غالف أدفايزري عن طريق أمر من المحكمة.
في عام 2014 صدرت مذكرة اعتقال في سويسرا بحق إحسان علي سيد بناء على تهم تتعلق بالاحتيال وغسيل الأموال متعلقة بالشركة.